# Lordotus arnaudi
Lordotus arnaudi är en tvåvingeart som beskrevs av Johnson 1959. Lordotus arnaudi ingår i släktet Lordotus och familjen svävflugor. Inga underarter finns listade i Catalogue of Life.